# Розбираючи Гаррі
«Розбираючи Гаррі» («Deconstructing Harry») — американська кінокомедія 1997 року, знята режисером Вуді Алленом.

## Сюжет
Гаррі Блок (Вуді Аллен) — відомий письменник, який ніяк не може почати нову книгу. Він уже отримав і навіть витратив аванс за неї, і тепер мучиться рефлексією, принижуючи себе на кожному кроці та злячись на власні вади. Уїдлива комедія, в якій Вуді бичує себе самого, свої недоліки та егоїзм.

## У ролях
- Вуді Аллен — Гаррі Блок
- Тобі Магвайр — Гарві Стерн
- Демі Мур — Гелен
- Робін Вільямс — Мел
- Річард Бенджамін — Кен
- Кірсті Еллі — Джоан
- Біллі Крістал — Ларрі
- Джуді Девіс — Люсі
- Боб Балабан — Річард
- Елізабет Шу — Фей
- Керолайн Аарон — епізод
- Ерік Богосян — епізод
- Мерієл Гемінгуей — епізод
- Емі Ірвінг — епізод
- Джулі Кевнер — епізод
- Ерік Ллойд — епізод
- Джулія Луїз-Дрейфус — Леслі
- Стенлі Туччі — епізод
- Стефані Рот Габерлі — епізод
- Ден Фрейзер — епізод
- Джоел Лефферт — епізод
- Лінн Коен — епізод
- Джейн Гоффман — епізод
- Аннетт Арнольд — епізод
- Фредерік Рольф — епізод
- Алісія Меєр — епізод
- Ірвінг Метцмен — епізод
- Санні Чхе — епізод
- Ральф Поуп — епізод
- Тоні Дарроу — епізод
- Джонатан Ла Палья — епізод
- Джефф Маццола — епізод
- Тімоті Джером — епізод
- Пітер Кастеллотті — епізод
- Джозеф П. Рейді — епізод
- Барбара Голландер — епізод
- Адам Роуз — епізод
- Девід С. Говард — епізод
- Флойд Резнік — епізод
- Браян Макконнахі — епізод
- Пітер Джейкобсон — епізод
- Гезелл Гудман — Кукі
- Вікторія Гейл — епізод
- Ірвін Чарон — епізод
- Гай Анцелл — епізод
- Джон Думаньян — епізод
- Кеннет Едельсон — епізод
- Вайола Гарріс — епізод
- Говард Спігел — епізод
- Юджин Трубнік — епізод
- Скотті Блох — епізод
- Рей Аранья — епізод
- Пол Джаматті — епізод
- Марвін Чатиновер — епізод
- Філіп Боско — епізод
- Арден Майрін — епізод
- Пітер Макроббі — епізод
- Джин Сакс — епізод
- Ден Моран — епізод
- Рей Гарві — епізод
- Лінда Перрі — епізод
- Тоні Сіріко — епізод
- Макс Чалавскі — епізод
- Шифра Лерер — епізод
- Сі Пікер — епізод
- Валтрудіс Бак — епізод
- Джо Бак — епізод
- Роберт Гарпер — епізод
- Мері Лу Оллгуд — епізод
- Камілль Греммер — епізод
- Кевін Кін Мерфі — епізод
- Девід Сонтаг — епізод
- Джованна Вітієлло — епізод
- Дженніфер Гарнер — епізод
- Кріс Бауер — епізод
- Вернон Кемпбелл — епізод
- Кеті Гарфілд — епізод
- Тім Реалбуто — епізод
- Елізабет Рем — епізод
- Тодд Стокман — епізод
- Бретт Глейзер — епізод

## Знімальна група
- Режисер — Вуді Аллен
- Сценарист — Вуді Аллен
- Оператор — Карло Ді Пальма
- Композитор — Антоніо Карлос Жобім
- Художник — Санто Локуасто
- Продюсери — Летті Аронсон, Джей І Бокер, Річард Брік, Джин Думаньян, Чарльз Х. Йоффе, Джек Роллінз